# Campeonato Sul-Americano de Atletismo Júnior de 1998
O Campeonato Sul-Americano de Atletismo Júnior de 1998 foi a 30ª edição da competição de atletismo organizada pela CONSUDATLE para atletas com menos de vinte anos, classificados como júnior ou sub-20. O evento foi realizado em Córdova, na Argentina, entre 16 e 17 de maio de 1998. Contou com cerca de 286 atletas de 11 nacionalidades distribuídos em 43 eventos.

## Medalhistas
Esses foram os resultados do campeonato.

### Masculino
| Evento                      | Ouro                        | Ouro     | Prata                     | Prata    | Bronze                      | Bronze   |
| --------------------------- | --------------------------- | -------- | ------------------------- | -------- | --------------------------- | -------- |
| 100 metros                  | Jarbas Mascarenhas (BRA)    | 10.59    | José Luis Herrera (COL)   | 10.73    | Gabriel Malateaux (BRA)     | 10.74    |
| 200 metros                  | Heber Viera (URU)           | 21.33w   | Jarbas Mascarenhas (BRA)  | 21.45w   | Helly Ollarves (VEN)        | 21.60w   |
| 400 metros                  | William Hernández (VEN)     | 47.57    | Damián Spector (ARG)      | 47.58    | Vicente Erut (ARG)          | 47.81    |
| 800 metros                  | Glauco da Silva (BRA)       | 1:50.78  | Claudinei Vítor (BRA)     | 1:50.98  | John Chávez (COL)           | 1:51.27  |
| 1 500 metros                | Glauco da Silva (BRA)       | 3:51.20  | André da Silva (BRA)      | 3:52.17  | Juan Carlos de Bastos (ARG) | 3:55.68  |
| 5 000 metros                | Luiz Fernando Paula (BRA)   | 14:34.31 | José Mansilla (ARG)       | 14:35.78 | Gustavo Pereira (URU)       | 14:45.39 |
| 10 000 metros               | Javier Carriqueo (ARG)      | 31:06.83 | Karin Marín (CHI)         | 31:08.07 | Luiz Fernando Paula (BRA)   | 31:15.08 |
| 10 km marcha atlética       | Mário dos Santos (BRA)      | 42:14.02 | Luis Fernando López (COL) | 44:18.66 | Román Criollo (ECU)         | 44:33.46 |
| 110 metros barreiras        | Robson dos Santos (BRA)     | 14.40    | Frederick Jezini (BRA)    | 14.67    | Jackson Quiñónez (ECU)      | 14.78    |
| 400 metros barreiras        | Robson dos Santos (BRA)     | 51.90    | Wendell Colares (BRA)     | 52.21    | José Moncada (VEN)          | 52.82    |
| 3.000 metros com obstáculos | Juan Carlos de Bastos (ARG) | 9:07.29  | Marcos Silva (URU)        | 9:08.42  | Oscar Meza (PAR)            | 9:14.65  |
| 4×100 metros estafetas      | Brasil                      | 40.93    | Venezuela                 | 41.41    | Chile                       | 42.00    |
| 4×400 metros estafetas      | Brasil                      | 3:14.79  | Colômbia                  | 3:18.80  | Venezuela                   | 3:20.06  |
| Salto em altura             | Alfredo Deza (PER)          | 2.23     | José Cáceras (PER)        | 2.08     | Wagner Príncipe (BRA)       | 2.08     |
| Salto com vara              | Gustavo Rehder (BRA)        | 5.00     | Marcelo Terra (ARG)       | 4.60     | Cristóbal Zegers (CHI)      | 4.50     |
| Salto em comprimento        | Esteban Copland (VEN)       | 7.71     | Pablo Quiroga (CHI)       | 7.18     | Luciano Silva (BRA)         | 7.10     |
| Salto triplo                | Esteban Copland (VEN)       | 15.35    | Jorge Palacios (COL)      | 15.18    | Marcelo da Costa (BRA)      | 14.98    |
| Arremesso de peso           | Jhonny Rodríguez (COL)      | 16.62    | Ronny Jiménez (VEN)       | 16.52    | Jeberton Fermino (BRA)      | 15.34    |
| Lançamento de disco         | Julián Angulo (COL)         | 50.81    | Fernando Cornejo (PER)    | 47.51    | Rodrigo dos Santos (BRA)    | 45.32    |
| Lançamento do martelo       | Cristian Fernández (ARG)    | 57.93    | Juan Palacios (ARG)       | 54.05    | Luis Prieto (VEN)           | 51.36    |
| Lançamento do dardo         | Edwin Cuesta (VEN)          | 69.68    | João Carlos Martins (BRA) | 64.60    | Tomas Kubler (CHI)          | 60.19    |
| Decatlo                     | Édson Bindilatti (BRA)      | 7158     | Enrique Aguirre (ARG)     | 6669     | Camilo Aguirre (ARG)        | 6199     |

### Feminino
| Evento                 | Ouro                          | Ouro     | Prata                       | Prata    | Bronze                     | Bronze   |
| ---------------------- | ----------------------------- | -------- | --------------------------- | -------- | -------------------------- | -------- |
| 100 metros             | Ana Mariuxi Caicedo (ECU)     | 11.96    | Daniela Pavez (CHI)         | 11.99    | Paula Osorio (CHI)         | 12.04    |
| 200 metros             | Norma González (COL)          | 24.16    | Paula Osorio (CHI)          | 24.31    | Sandra Reátegui (PER)      | 24.46    |
| 400 metros             | Josiane Tito (BRA)            | 54.19    | Norma González (COL)        | 54.47    | Silvania Oliveira (BRA)    | 56.04    |
| 800 metros             | Josiane Tito (BRA)            | 2:10.37  | Christiane dos Santos (BRA) | 2:12.73  | Diana Urrego (COL)         | 2:14.93  |
| 1 500 metros           | Anahí Soto (CHI)              | 4:35.07  | Mónica Amboya (ECU)         | 4:37.73  | Vanesa Maraviglia (ARG)    | 4:39.20  |
| 3 000 metros           | María Paredes (ECU)           | 9:52.06  | Vanesa Maraviglia (ARG)     | 9:55.44  | Michelle Costa (BRA)       | 9:56.01  |
| 5 000 metros           | Lucélia Peres (BRA)           | 17:01.28 | María Paredes (ECU)         | 17:07.27 | Valquíria dos Santos (BRA) | 17:59.89 |
| 5 km marcha atlética   | Luisa Paltín (ECU)            | 24:08.50 | Mónica Carrión (ECU)        | 24:24.41 | Andreia Pedro (BRA)        | 24:43.81 |
| 100 metros barreiras   | Francisca Guzmán (CHI)        | 14.16    | Rúbia dos Santos (BRA)      | 14.33    | Maíla Machado (BRA)        | 14.57    |
| 400 metros barreiras   | Isabel Silva (BRA)            | 59.99    | Rúbia dos Santos (BRA)      | 61.83    | Sira Córdoba (COL)         | 62.25    |
| 4×100 metros estafetas | Chile                         | 47.02    | Colômbia                    | 47.27    | Brasil                     | 47.50    |
| 4×400 metros estafetas | Brasil                        | 3:46.79  | Colômbia                    | 3:51.30  | Chile                      | 3:55.16  |
| Salto em altura        | Delfina Blaquier (ARG)        | 1.70     | Danielle Sedrez (BRA)       | 1.65     | Lilian Magalhães (BRA)     | 1.60     |
| Salto com vara         | Fabiana Murer (BRA)           | 3.52     | Carolina González (CHI)     | 3.30     | Joana Costa (BRA)          | 3.25     |
| Salto em comprimento   | Gisele de Oliveira (BRA)      | 6.16     | Vanina Bernardo (ARG)       | 5.96     | Ana Mariuxi Caicedo (ECU)  | 5.74     |
| Salto triplo           | Gisele de Oliveira (BRA)      | 12.74    | Emilis Guerra (VEN)         | 12.39    | Jennifer Arveláez (VEN)    | 12.31    |
| Arremesso de peso      | Fernanda Resende (BRA)        | 13.55    | Vânia Kolonko (BRA)         | 13.22    | Leomelina Blandón (COL)    | 13.04    |
| Lançamento de disco    | Leomelina Blandón (COL)       | 45.95    | María Cubillán (VEN)        | 44.11    | Fabiana Alexandre (BRA)    | 41.98    |
| Lançamento do martelo  | Anabell Gómez (VEN)           | 48.41    | Catalina Farías (CHI)       | 47.59    | Dubraska Rodríguez (VEN)   | 47.43    |
| Lançamento do dardo    | María Laura Sánchez (ARG)     | 45.82    | Daniela Massoli (CHI)       | 43.95    | Roxana Fernández (ARG)     | 42.71    |
| Heptatlo               | María Fernanda Dilascio (ARG) | 4809     | Valeria Steffens (CHI)      | 4615     | Adriana da Costa (BRA)     | 4363     |

## Quadro de medalhas (não oficial)
| Ordem | País      | Medalha de ouro | Medalha de prata | Medalha de bronze | Total |
| ----- | --------- | --------------- | ---------------- | ----------------- | ----- |
| 1     | Brasil    | 20              | 11               | 17                | 48    |
| 2     | Argentina | 6               | 7                | 5                 | 18    |
| 3     | Venezuela | 5               | 4                | 6                 | 15    |
| 4     | Colômbia  | 4               | 7                | 4                 | 15    |
| 5     | Chile     | 3               | 8                | 5                 | 16    |
| 6     | Equador   | 3               | 3                | 3                 | 9     |
| 7     | Peru      | 1               | 2                | 1                 | 4     |
| 8     | Uruguai   | 1               | 1                | 1                 | 3     |
| 9     | Paraguai  | 0               | 0                | 1                 | 1     |

## Participantes (não oficial)
Uma contagem não oficial produziu o número de 286 atletas de 11 países: 
| - Argentina (66) - Bolívia (12) - Brasil (68) - Chile (46) - Colômbia (24) - Equador (15) | - Panamá (3) - Paraguai (4) - Peru (9) - Uruguai (15) - Venezuela (24) |